# Igrište (gmina Kuršumlija)
Igrište (cyr. Игриште) – wieś w Serbii, w okręgu toplickim, w gminie Kuršumlija. W 2011 roku liczyła 24 mieszkańców.